# Nielles-lès-Ardres
Nielles-lès-Ardres è un comune francese di 526 abitanti situato nel dipartimento del Passo di Calais nella regione dell'Alta Francia.

## Società

### Evoluzione demografica
Abitanti censiti